# Arnoglossus japonicus
Arnoglossus japonicus es una especie de pez de la familia Bothidae en el orden de los Pleuronectiformes.

## Morfología
• Pueden llegar alcanzar los 17 cm de longitud total.

## Distribución geográfica
Se encuentra desde las  costas del sur del Japón hasta el Mar de la China Meridional. También en Nueva Caledonia y al noroeste de Australia.